# Recorrido de la antorcha olímpica en los Juegos Olímpicos de Rio 2016

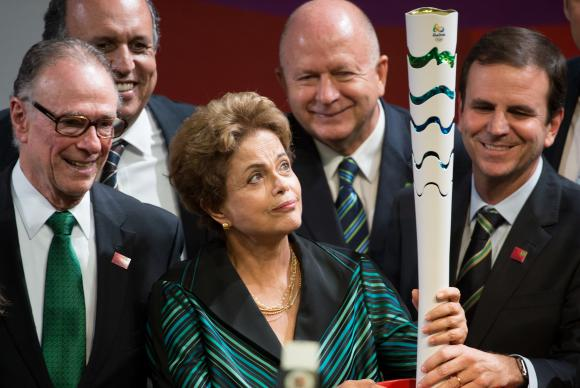
La presidenta de Brasil Dilma Rousseff sosteniendo la antorcha olímpica, acompañada a la izquierda por Carlos Arthur Nuzman (presidente del Comité Olímpico de Brasil) y a la derecha por Eduardo Paes (alcalde de Río de Janeiro)

El recorrido de la antorcha olímpica para los Juegos Olímpicos de Río de Janeiro 2016 se llevó a cabo del 21 de abril al 5 de agosto de 2016. Después del encendido de la llama olímpica en Olimpia, la antorcha emprendió un viaje a través de Grecia, Suiza y Brasil.

## Diseño de la antorcha
El 3 de julio de 2015 fue presentado el diseño de la antorcha olímpica, el cual busca reflejar el encuentro entre el valor histórico de la llama olímpica y el calor humano de los brasileños.
El espíritu olímpico se manifiesta en la textura de la antorcha con triángulos distribuidos a lo largo de su cuerpo, aludiendo a los tres valores olímpicos –excelencia, amistad y respeto- y en el efecto flotante de los diferentes elementos, representando el esfuerzo de los atletas. Una de las principales innovaciones de la antorcha olímpica de Río 2016 es el movimiento de dichos segmentos, que se abren y expanden cuando la llama olímpica pasa de un relevista a otro. Tras su expansión, las partes muestran los elementos característicos del sabor brasileño: diversidad armoniosa, energía contagiosa y naturaleza exuberante, con la tierra, el mar, las montañas, el cielo y el sol representados en los colores de la bandera brasileña.
Según Beth Lula, director de marca de Río 2016, "El diseño de la antorcha de Río 2016 se inspiró en el espíritu olímpico, la naturaleza de nuestro país, y la armoniosa diversidad y energía de nuestro pueblo". Lula también dijo que "Sus segmentos horizontales, una vez abierta la antorcha, revelan el cielo, las montañas, el mar y la tierra, representada bajo la forma del paseo marítimo de Copacabana".
El diseño fue resultado de una licitación nacional en la que participaron 76 agencias y que finalizó con una reunión multidisciplinaria de un panel formado por 11 miembros reconocidos por su experiencia en el diseño de productos o su contribución al Movimiento Olímpico. El panel seleccionó por unanimidad al estudio de diseño Chelles & Hayashi, con sede en Sao Paulo. Tras haber sido escogido, el diseño ganador fue perfeccionado con la colaboración del Comité Organizador.
Cada antorcha (producida con aluminio reciclado y resina con un acabado satinado) pesa entre 1 y 1,5 kg y tiene 63,5 cm de alto cuando está contraída y 69 cm cuando está expandida. Los materiales ligeros y el diseño que permite un agarre más cercano al centro de gravedad de la antorcha tenían la intención de que los portadores tuvieran la mejor experiencia posible.

## Recorrido
Después de ser encendida en Olimpia, la antorcha recorrió varias localidades de Grecia antes de llegar a Atenas el 27 de abril. Luego de recorrer las ciudades suizas de Lausana y Ginebra, la antorcha comenzó su recorrido por Brasil el 3 de mayo en la ciudad de Brasilia. Luego de visitar más de 300 localidades de todo el país (incluyendo las 26 capitales estatales y el Distrito Federal), la antorcha llegó a Río de Janeiro.

### Recorrido en Grecia
450 portadores llevaron la antorcha en suelo griego atravesando 2234 kilómetros. En Atenas, uno de los relevistas fue Ibrahim Al-Hussein, un refugiado sirio que perdió parte de su pierna derecha en un ataque de bomba en 2012. Al-Hussein era nadador y emigró a Grecia en 2014.
- 21 de abril: Olimpia, Grecia: Encendido de la Antorcha
- 21 de abril: Zakynthos
- 22 de abril: Patras - Mesolongi - Nicópolis - Préveza
- 23 de abril: Igumenitsa - Corfú - Tesalónica
- 24 de abril: Drama - Alexandroupoli[8]
- 25 de abril: Komotini - Larisa
- 26 de abril: Maratón - Atenas
- 27 y 28 de abril: Atenas

### Recorrido en Suiza
Antes de ir a Brasil, la antorcha visitó Suiza, para una ceremonia especial en la sede de las Naciones Unidas en Ginebra y posteriormente visitó el Museo Olímpico en Lausana.
- 29 de abril: Lausana
- del 30 de abril al 2 de mayo: Ginebra

### Recorrido en Brasil

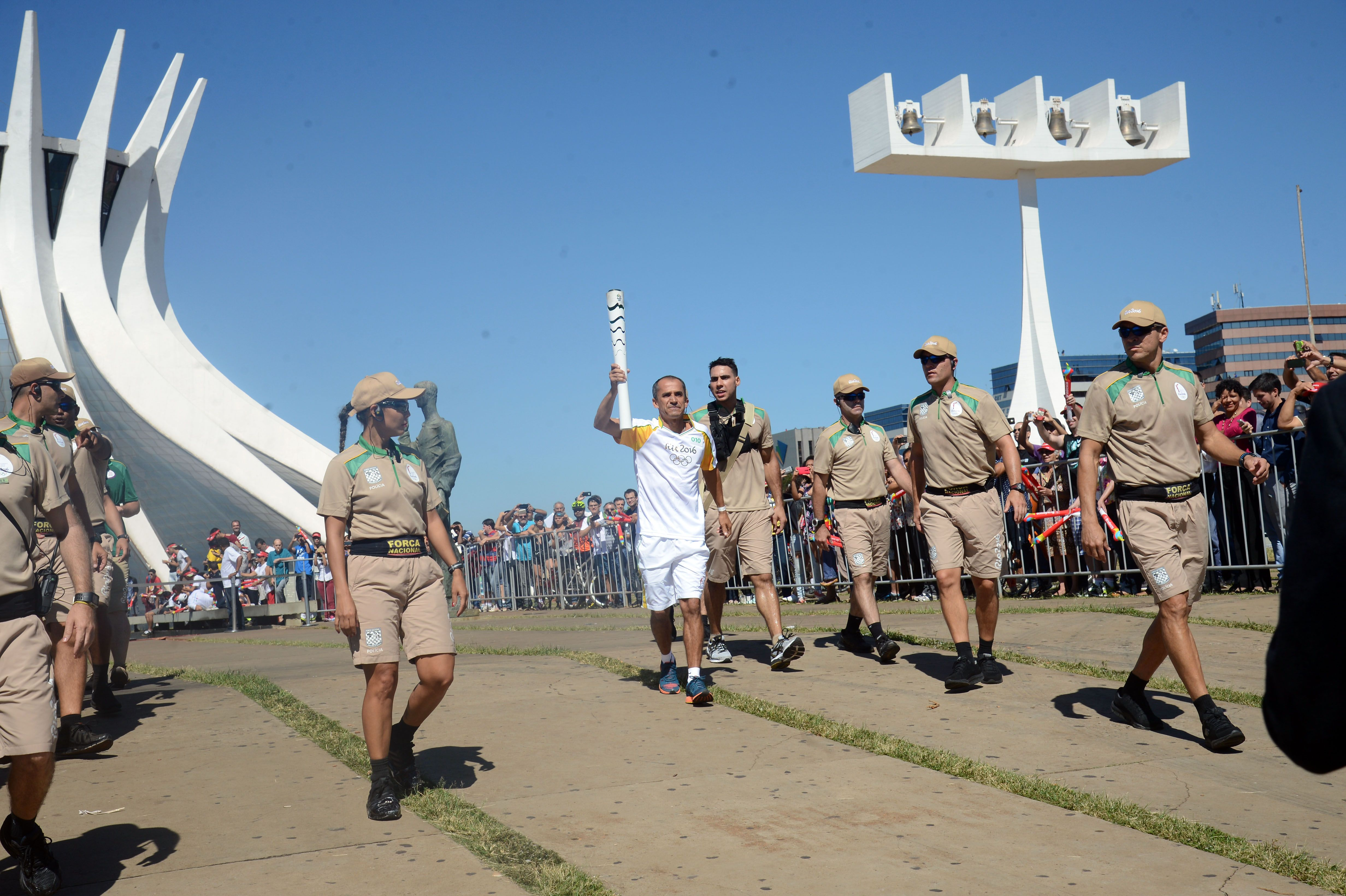
Recorrido de la antorcha olímpica en Brasilia, con el excorredor de maratón Vanderlei de Lima (3 de mayo).

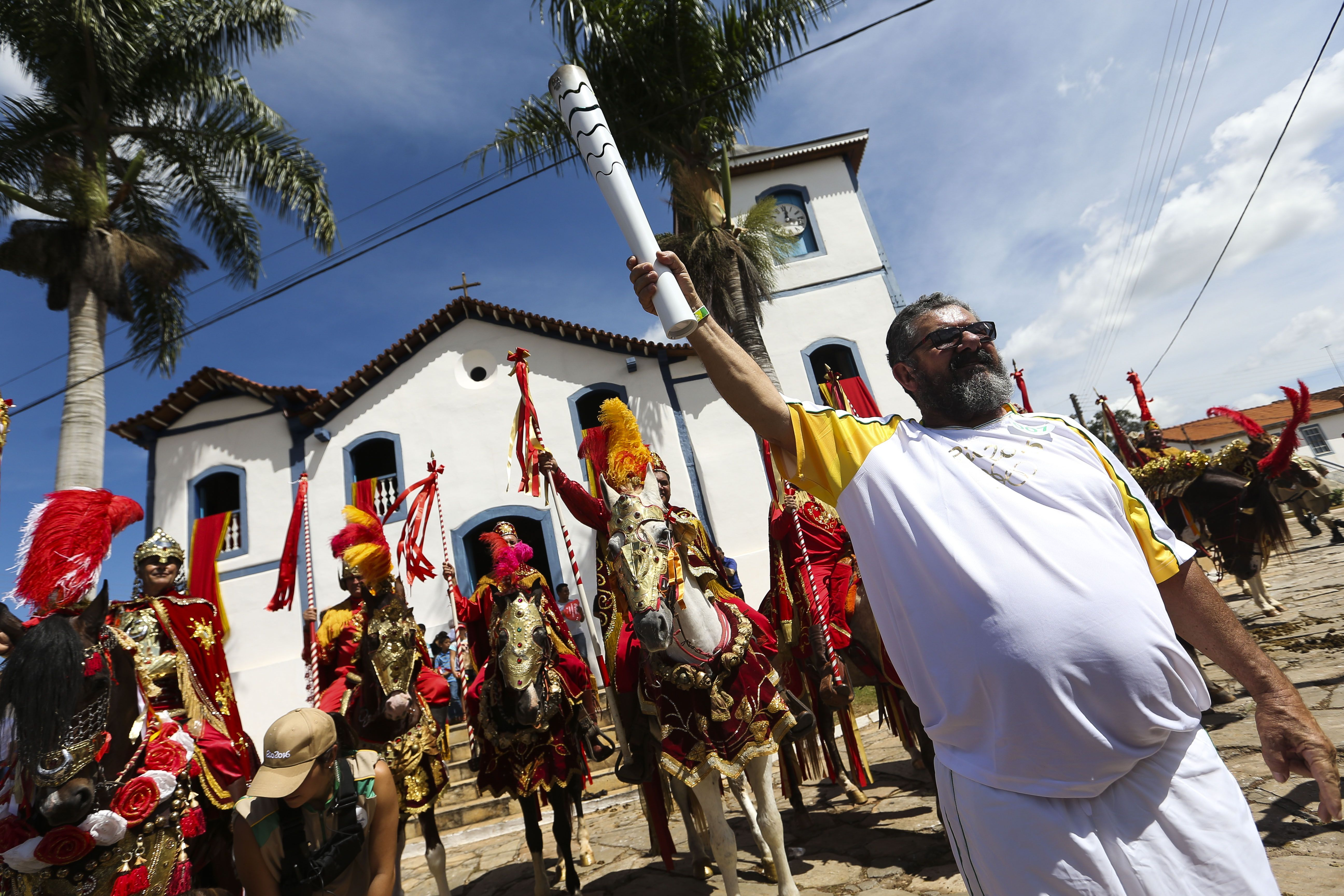
Recorrido de la antorcha olímpica en Corumbá de Goiás (4 de mayo).

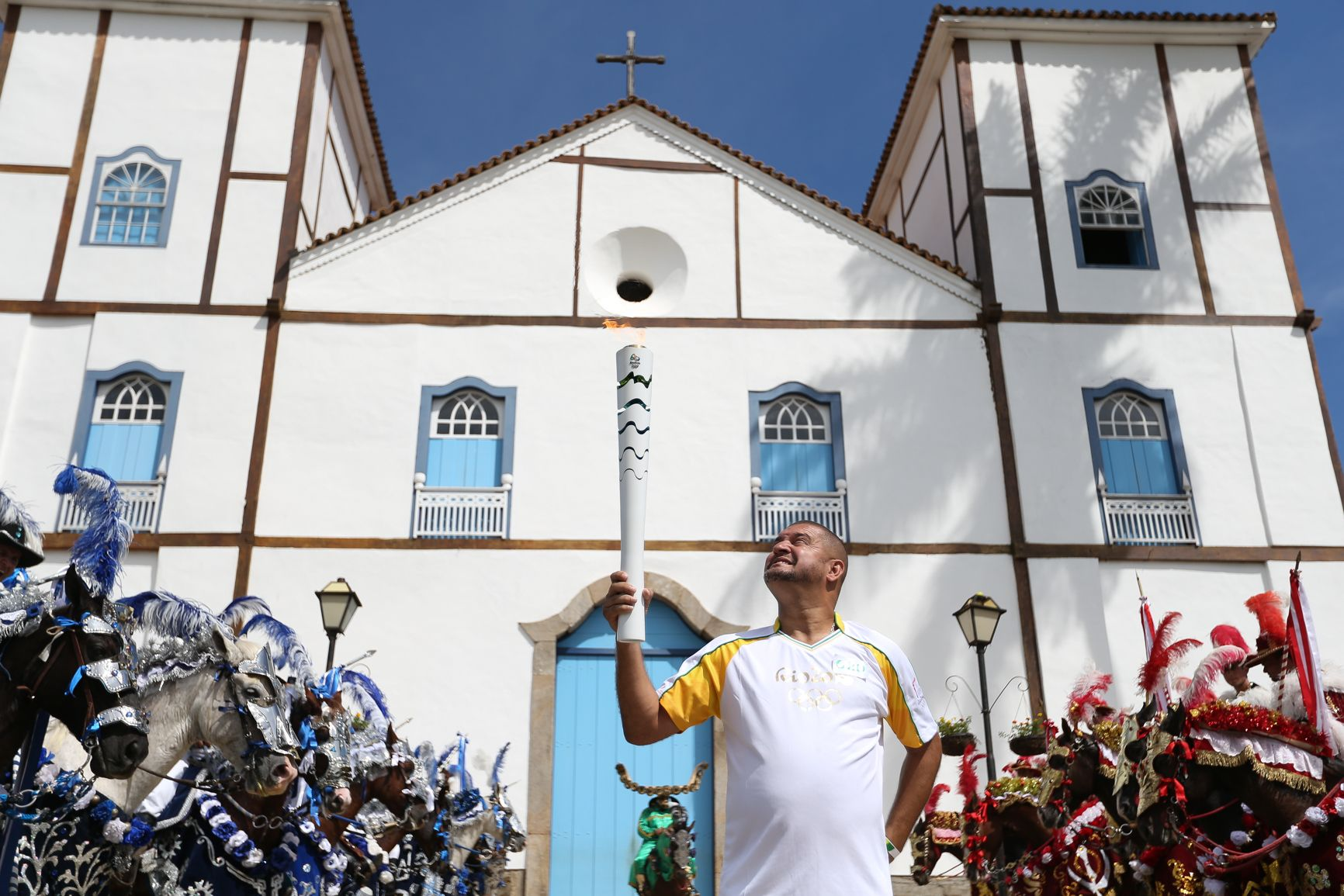
Recorrido de la antorcha olímpica en Pirenópolis, Goiás (4 de mayo).

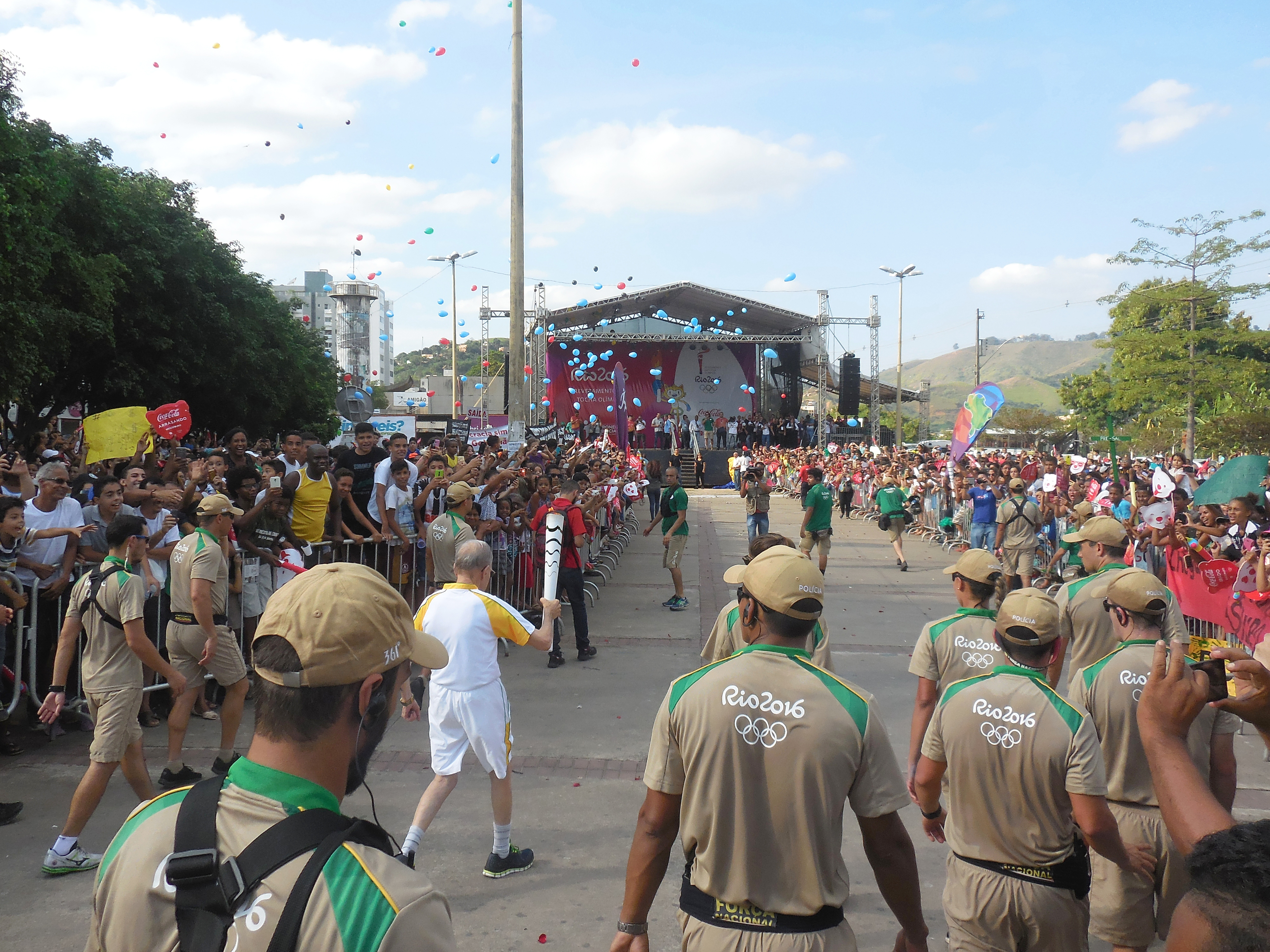
Recorrido de la antorcha olímpica en Coronel Fabriciano, Minas Gerais, con Don Lélis Lara (12 de mayo).

El recorrido de la Antorcha Olímpica por tierras brasileñas fue revelado el 24 de febrero de 2016 por el comité organizador. Además de divulgar los aspectos de la cultura de las cinco regiones de Brasil, el recorrido de la antorcha era una especie de entrada en calor de la población para los Juegos Olímpicos. Dentro de los criterios utilizados para elegir el recorrido de la llama estuvieron la logística de los desplazamientos y lo turístico de los puntos a recorrer. 12000 relevistas llevaron la antorcha recorriendo 20000 kilómetros.
 Distrito Federal
- 3 de mayo: Brasilia

 Goiás
- 4 de mayo: Anápolis
- 5 de mayo: Goiânia
- 6 de mayo: Caldas Novas

 Minas Gerais
- 7 de mayo: Uberlândia
- 8 de mayo: Patos de Minas
- 9 de mayo: Montes Claros
- 10 de mayo: Curvelo
- 11 de mayo: Governador Valadares
- 12 de mayo: Itabira
- 13 de mayo: Ouro Preto
- 13 de mayo: Itabirito
- 14 de mayo: Belo Horizonte
- 15 de mayo: Juiz de Fora

 Espírito Santo
- 16 de mayo: Cachoeiro de Itapemirim
- 17 de mayo: Vitória
- 18 de mayo: Sao Mateus

 Bahía
- 19 de mayo: Porto Seguro
- 20 de mayo: Vitória da Conquista
- 21 de mayo: Ilhéus
- 22 de mayo: Valença
- 23 de mayo: Lençóis
- 24 de mayo: Salvador de Bahía
- 25 de mayo: Senhor do Bonfim

 Pernambuco
- 26 de mayo: Petrolina

 Bahía (segunda parte)
- 27 de mayo: Paulo Alfonso

 Sergipe
- 28 de mayo: Aracaju

 Alagoas
- 29 de mayo: Maceió

 Pernambuco (segunda parte):
- 30 de mayo: Caruaru
- 31 de mayo: Recife
- 1° de junio: Ipojuca

 Paraíba
- 2 de junio: Campina Grande
- 3 de junio: Joao Pessoa

 Rio Grande do Norte
- 4 de junio: Natal
- 6 de junio: Mossoró

 Ceará
- 7 de junio: Fortaleza
- 8 de junio: Sobral

 Piauí
- 9 de junio: Parnaíba
- 10 de junio: Teresina

 Tocantins
- 11 de junio: Palmas

 Maranhão
- 12 de junio: São Luis
- 13 de junio: Barreirinhas
- 14 de junio: Imperatriz

 Pará
- 15 de junio: Belém

 Amapá
- 16 de junio: Macapá

 Pará (segunda parte)
- 17 de junio: Santarém

 Roraima
- 18 de junio: Boa Vista

 Amazonas
- 19 de junio: Manaus
- 20 de junio: Presidente Figueiredo

 Acre
- 21 de junio: Rio Branco

 Rondonia
- 22 de junio: Porto Velho

 Mato Grosso
- 23 de junio: Cuiabá

 Mato Grosso do Sul
- 25 de junio: Campo Grande
- 26 de junio: Dourados

 São Paulo
- 27 de junio: Presidente Prudente

 Paraná
- 28 de junio: Londrina
- 29 de junio: Cascavel
- 30 de junio: Foz do Iguaçu
- 2 de julio: Pato Branco

 Santa Catarina
- 3 de julio: Concórdia

 Rio Grande do Sul
- 3 de julio: Passo Fundo
- 4 de julio: Cruz Alta
- 5 de julio: Santa Maria
- 6 de julio: Pelotas
- 7 de julio: Porto Alegre
- 8 de julio: Caxias do Sul

 Santa Catarina (segunda parte)
- 9 de julio: Criciúma
- 10 de julio: Florianópolis
- 12 de julio: Blumenau
- 13 de julio: Joinville

 Paraná (segunda parte)
- 14 de julio: Curitiba
- 15 de julio: Ponta Grossa

 São Paulo (segunda parte)
- 16 de julio: Itapetininga
- 17 de julio: Bauru
- 18 de julio: Ribeirão Preto
- 19 de julio: Franca
- 20 de julio: Campinas
- 21 de julio: Osasco
- 22 de julio: Santos
- 23 de julio: São Bernardo do Campo
- 24 de julio: São Paulo
- 26 de julio: São José dos Campos

 Río de Janeiro
- 27 de julio: Angra dos Reis
- 28 de julio: Volta Redonda
- 29 de julio: Petrópolis
- 30 de julio: Nova Friburgo
- 31 de julio: Macaé
- 1° de agosto: Cabo Frío
- 2 de agosto: Niterói
- 3 de agosto: Nova Iguaçu
- 4 y 5 de agosto: Río de Janeiro[10]